# Italia Futura
Italia Futura (Italia Futura) (IF) es un think tank italiano liberal-centrista formado en 2009 por Luca Cordero di Montezemolo, presidente de Ferrari, y expresidente de FIAT (2004-2010) y Confindustria (2004-2008).
Después de mucha especulación, parece que Montezemolo decidió entrar en política y que el think tank se transformó en un partido político. El 30 de septiembre de 2012, en una entrevista al Corriere della Sera, Montezemolo anunció que iba a tomar parte en las Elecciones generales de Italia de 2013 y que apoyaría a Mario Monti como primer ministro de Italia.
Anteriormente, ya había habido algunos movimientos hacia la transformación de la IF en un partido. En diciembre de 2011 Federico Vecchioni, que había sido presidente de Confagricoltura (2004-2011) y fundador de la IF en Toscana, fue nombrado coordinador nacional. En octubre de 2012, IF había organizado secciones regionales virtuales en todas las regiones de Italia.
El director de IF Andrea Romano fue antiguamente cercano a Massimo D'Alema, y muchos de los miembros principales de IF provienen del centro-izquierda del espectro político. En palabras de Montezemolo, sin embargo, IF tiene como objetivo la formación de una nueva fuerza "popular, reformista y auténticamente liberal", que hegemonice el centro político de la política italiana, en diálogo con "la gente responsable" de los partidos establecidos. 
Algunas fuentes apuntaron que Montezemolo podría ser el líder de una nueva coalición de centro compuesta por su movimiento y algunos partidos que ya habían formado el Nuevo Polo por Italia (principalmente la Unión de Centro, Futuro y Libertad (FLI) y Alianza por Italia). IF desde entonces se ha distanciado de los partidos ya establecidos como la Unión de Centro (UdC) a favor de una propuesta política completamente nueva. Pier Ferdinando Casini y Gianfranco Fini, los líderes de la UdC y FLI respectivamente, respondieron proponiendo una "Lista por Italia" sin símbolos partidistas. Un gran defensor del proyecto de Montezemolo es Massimo Cacciari, filósofo, tres veces alcalde de Venecia y exmiembro del Partido Democrático, que ahora está al frente de un partido regional véneto llamado Hacia el Norte (VN); un destacado miembro de VN, Andrea Causin, es uno de los tres coordinadores regionales de IF en Véneto y otros miembros clave de VN son miembros del comité regional de IF.
El 17 de noviembre de 2012 IF participó en la fundación de Hacia la Tercera República. La semana anterior Vecchioni había renunciado a coordinador en medio de acusaciones de fraude.
- Datos: Q1966507